# Kenza Tazi
Pour les articles homonymes, voir Tazi.
Kenza Tazi (en arabe: كنزة التازي), né le 6 février 1996 à Boston (Massachusetts), est une skieuse alpine marocaine.
Elle concourt pour le Maroc aux Jeux olympiques d'hiver de 2014 dans le slalom et le slalom géant.

## Palmarès

### Jeux olympiques
| Épreuve / Édition | Sotchi 2014 |
| Slalom            | 45e         |
| Slalom Géant      | 62e         |